# Rózsás díszmárna
A rózsás díszmárna (Puntius conchonius) a sugarasúszójú halak (Actinopterygii) osztályába, ezen belül a pontyalakúak (Cypriniformes) rendjébe és a pontyfélék (Cyprinidae) családjába tartozó faj.
Egyes rendszerezések a Barbus nembe sorolják Barbus conchonius néven.

## Előfordulása
Afganisztán, Pakisztán, India, Nepál és Banglades területén honos. Lassú folyású patakok és kisebb-nagyobb tavak lakója.

## Megjelenése
Testhossza 6-8 centiméter, de elérheti a 14 centiméteres hosszt is. Teste oldalról lapított, áttetsző úszói vöröses árnyalatúak, a faroknyál előtt kis fekete folt található. Léteznek hosszú úszójú tenyésztörzsek is. A hímek élénkebb színűek és karcsúbbak, mint az ikrás nőstények.

## Életmódja
Mindenevő, előnyben részesíti azonban az élő eleséget.

## Szaporodása
Szabadon ikrázók, a hímek a szaporodási időszakban vöröses nászruhát öltenek. A nőstény 300–400 ikrát rak, melyek 24–36 óra múlva kelnek ki. Az ivadék apró eleséggel nevelhető fel.

## Tartása
Ideális hal kezdő akvaristák számára. Csapathal, az akvárium összes szintjét birtokba veszi.
Nem túlságosan melegigényesek, élénk mozgásukkal zavarhatják a nyugodtabb halakat.